# 夏海花凛
夏海 花凛（なつみ かりん、1993年3月28日 - ）は、日本の元AV女優。

## 略歴・人物
東京都出身。2014年より「夏海花凛」として活動している。
2016年1月30日、身体的に仕事を継続することができない状態にあるとの理由で無期限休業することを発表、ただし引退は考えていないとしている。
2017年4月28日、公式ブログにて、ファイブプロモーションの退所とAV引退を発表した。

## 出演作品

### アダルトDVD
2012年
- ヒロイン凌辱 Vol.71 飛影戦隊カゲレンジャー カゲブルー（6月13日、GIGA）
- ω29! 純情可憐な小動物系美尻娘の萌えるヒワイズム。夏海花凛(21歳)（7月10日、ZeTToN）
- くすぐり♥パンティーマッサージ vol.7（7月15日、ワニッチ）他出演:今井花菜、倉科紗央莉、高木愛美
- ヒロインフェラチオ地獄 ミス・グレイス編（8月8日、GIGA）
- 文学部英文学科専攻の18歳は周りに秘密のヤリ專アカウントを持っている（8月15日、Pandora）※「竹内詩音」名義
- 働くお姉さん限定!! 危険日直撃! 100万円争奪! 生中出しじゃんけん大会! 7（9月6日、Mr.michiru）共演:水原さな、高梨あゆみ、羽月希、天音遥香、聖奈ありさ
- ユーザー投稿 レズ企画 私たちが再現します!（9月13日、U&K）共演:夏目優希
- 「きつつきフェラ No.4」（9月19日、SEX Agent）他出演:有本紗世、田宮りかこ、桂希ゆに、愛葉るりか、田中ゆき、佐々木あい、原ゆりあ
- ザ★スマタ 2 〜マ●コをヌルヌル擦り付けられ幸せ一杯な僕のチ●ポ〜（9月19日、SEX Agent）他出演:阿部乃みく、水原さな、広瀬奈々美、上原ひなの、桂希ゆに、蒼井さくら、桐山杏菜、岸杏南
- 1本1本丁寧に手でコキあげました。（9月19日、SEX Agent）他出演:工藤美紗、水原さな、若菜みなみ、山口エリカ、愛葉さつき、蒼井さくら、水城唯、堀口真希
- 妄想アイテム 究極進化シリーズ ボディジャック 6 Evolution 〜幽体離脱で女のカラダを乗っ取ってエロくてダークな憑依レズ天国〜（10月9日、ROCKET）共演:一之瀬すず、雨宮真貴、真木今日子
- フェラしながらのオナニーでどちらにも夢中（10月17日、SEX Agent）他出演:水原さな、阿部乃みく、倉科紗央莉、岸杏南、桐山杏菜、櫻木梨乃、蒼井さくら、若菜みなみ
- エレベーターに挟まれたデカ尻女子校生をガン突き 2 羞恥悪戯+（10月23日、ROCKET）他出演:野宮さとみ、美山ゆず
- 敏感な勃起乳首を舐めるレズ 8（11月19日、ゑびすさん）共演:美山ゆず 他出演:涼南佳奈、美山ゆず、あすか綾納、愛咲リア、橋本詩織、水城亜優、椎名綾、小坂りず、愛原れの、泉楓、高沢沙耶
- 周りは全員仕掛人! 男子禁制! 街行くガードの堅い美女を女の子だらけの恋のお悩み相談室で、口説き落とせ!（11月21日、DIY）共演:友田彩也香、水希杏、大崎美佳、涼南佳奈
- 細身なのにムチムチ、屈託ない笑顔がかわいい美人妻。結婚してからデカチンブチ込まれたい願望が募るどうしようもないドスケベ。 ぶっとい黒人チ●ポで死ぬ程のマ●コアクメ。（11月25日、シャークブラック）
- 小便アフターお掃除フェラ（12月5日、OFFICE K’S）他出演:月美弥生、春乃なな、みおり舞、通野未帆、桜木郁、白井まい
- ご奉仕飲尿クンニ 3（12月19日、OFFICE K’S）他出演:平沢なつ、かのんこゆる、藤田りかこ、有本紗世、小春

2015年
- ハラスメント 喰う女 喰われる女（1月1日、FAプロ）他出演:加藤ツバキ、中島京子、手塚みや
- 竿・金玉・アナルの究極3点同時責め! 下半身3点責め! Vol.3（1月3日、OFFICE K’S）共演:かのんこゆる　他出演:平沢なつ、鈴森汐那、仁美まどか、桂希ゆに、藤田りかこ、佐々木恋海
- JKしょんべんブチまけダンス 3（1月3日、OFFICE K’S）他出演:坂本ゆり、広瀬ゆきな、水城唯、白咲碧、宮本菜々花
- 拘束くすぐり失禁アクメ 2（1月21日、OFFICE K’S）他出演:坂本ゆり、桜木郁、小春、有本紗世、藤田りかこ
- ムレムレ臭マン顔面騎乗（2月6日、OFFICE K’S）他出演:かのんこゆる、前田朋子、平沢なつ、今村奈帆美、藤田りかこ
- しゃぶり乳首勃起アクメレズ（2月19日、ゑびすさん）共演:木村つな　他出演:希咲あや、浅倉あすか、竹内かすみ
- マン汁舐め合うレズビアン（3月17日、ラハイナ東海）共演:木村つな　他出演:希咲あや、天音遥香、ありさ、野口まりや、小坂りず、美波さくら
- 夫以外の男との唾液まみれ濃厚接吻がたまらない! 愛欲の若妻エロス3本立て 人目を忍んでコッソリ愛し合う義父と嫁/不倫が止められない若妻の話/いつだってセックスこそが私の生きがい、と若妻は言った（3月19日、ヒビノ）他出演:高梨あゆみ、山岸あんり
- 宇宙特捜アミーVS悪の女軍団 大ピンチ!（4月10日、GIGA）共演:樹花凜、涼南佳奈、聖菜アリサ、高木愛美、美沢優
- アメコミヒロイントリロジー VOL.01 パワーウーマン編（4月10日、GIGA）
- 街行くお嬢さんが初めてのドキドキレズソープ体験（4月23日、アパッチ）他出演:海野空詩、里咲しおり、朝倉ことみ、白咲碧 ほか
- アメコミヒロイントリロジー VOL.02 ワンダーレディー編（4月24日、GIGA）共演:篠田ゆう
- アメコミヒロイントリロジー VOL.03 スーパーレディー編（4月24日、GIGA）共演:篠田ゆう
- JK12人のエッチなおま○こがい〜っぱい♥ 語り掛け自画撮り指だけオナニー 私と一緒にいこうね♥（5月15日、プリモ）他出演:夏海いく、青井いちご、小司あん、桜木郁、小谷みく、青島かえで、夏芽ひなた、逢沢るる、舞園かりん、高木愛美、美沢優
- 転校したら男は僕一人ぼっちだった…。 9（5月21日、AKNR）共演:浅倉愛、高山えみり、杏咲望、彩城ゆりな、みずのみう、御舟みこと、あゆみ翼、原波瑠、久留美なな、松浦ゆきな、川原里奈、月野こころ、春海紗奈、なつめ愛莉、若月まりあ、星野ひびき、葉山美空、かのんこゆる、山本美和子、里咲しおり、吉川いと、愛原れの
- 姉貴でオナニーする毎日が、姉貴とセックスする毎日に変わった羨ましすぎる弟（5月25日、かぐや姫）共演:紺野ひかる、初美沙希
- 病室でイチャつくカップル 彼氏が寝てる隙に超可愛い彼女を襲って中出し（6月25日、かぐや姫）他出演:紺野ひかる、初美沙希
- スーパーヒロイン ドミネーション地獄 〜ヒロイン&ヒーロー〜（7月10日、GIGA）共演:館林みはる
- 濃厚接吻しながら四つん這いで竿を後ろに倒され アナルから雁先まで舐めしゃぶられる（8月13日、アロマ企画）他出演:平塚麻衣、米倉あかね、杉崎絵里奈、七瀬ひとみ、舞希香
- 膝上25cmのタイトミニ、気持ちよすぎる腿コキ 3（8月13日、アロマ企画）他出演:水原さな、中里まいあ、高山えみり、里咲しおり、宇佐木もも
- ゲスの極み映像 24人目（9月10日、フルセイル）[要出典]
- 知り合いのお医者さんにお願いして、女子校生の身体測定の助手として参加！女子校生の体を好き放題さわりまくりで「おかしいな…」と疑問を持ちながらも逆らえない生徒をいいなり状態でFUCK!!（9月10日、Hunter）他出演:桜木優希音、聖菜アリサ、西口あられ ほか[要出典]
- 都内某所に美巨乳なホステスがハメっぱなしで接客してくれて膣内射精OKな高級クラブがあるという噂は本当か?（10月23日、SCOOP）他出演:杏堂怜、天野ふうか、大島ゆず奈、佐伯ひなた[要出典]
- レイプハンターVS新星戦隊リュウセイジャー（10月23日、GIGA）共演:白石みお
- 女子校の先生になれるビデオ（11月1日、MOODYZ）共演:土屋慧、吉川いと、聖菜アリサ、涼南佳奈、葉山美空 ほか
- パンツとおっぱいが楽しめる、贅沢パンチラ 番外編（11月25日、アロマ企画）他出演:しほの千里、松浦ゆきな、葵千恵、西島みづき
- 図書館で僕の前に現れたソソルお姉さん ミニスカの隙間から見えるパンツにドキドキが止まりません。 隣の男を誘惑しているお姉さんを偶然見つけてしまい、思わず勃起してしまった僕。すると、お姉さんが見つめてくるので逃げたら、追いかけてきた!勃起がバレたら恥ずかしいので思わず目線を外したら、周りにバレ無い様に握られてしまった!見つめながらの手コキに僕はもう我慢出来ません。（11月26日、SOSORU×GARCON）他出演:彩城ゆりな、早瀬ありす、田村ゆめの
- AJOI 究極の完全主観オナニーサポートDVD4 Aromatic Jerk Off Instruction（12月25日、アロマ企画）他出演:しほの千里、美泉咲、藤にいな、佐伯瑠衣

2016年
- ヒロインパンチラ 02（1月8日、GIGA）共演:白石みお
- 挑発ディルドオナニー 3（1月13日、アロマ企画）他出演:槇原愛菜、二宮ナナ、浅倉愛、夜空まひろ、荒木まい
- 初めての素人ストリップオナニー 恥ずかしいけど踊ってみた♪全裸でオナってみた!!（1月15日、プリモ）他出演:土屋慧、今井花菜 ほか[要出典]
- 新パックリまんこアップ 3（1月22日、Doup）他出演:葉山美空、さちのうた、大島ゆず奈、丘野さくら、双葉ゆきな、江上しほ、青柳ひなた、七瀬ひとみ、笹本梓
- SEXのハードルが異常に低い世界 11（2月6日、SODクリエイト）共演:夏希みなみ、村上涼子、大石忍、浜本まり